# 花巻市博物館
花巻市博物館（はなまきしはくぶつかん）は、岩手県花巻市高松にある、2004年4月24日創立の総合博物館。住所は「〒025-0014 岩手県花巻市高松26-8-1」。花巻市の風土が育んだ歴史・文化を紹介する。市の考古・歴史資料・美術品（花巻人形や南部家の関係資料など）を収蔵・展示している。日本博物館協会の会員館。博物館法の登録博物館である。
2007年4月1日より、石鳥谷歴史民俗資料館および東和ふるさと歴史資料館を分館としている。